# Як я тепер кохаю
«Як я тепер кохаю» (точний переклад з англійської — «Як я тепер живу»; англ. How I Live Now) — британський постапокаліптично-драматичний фільм 2013 року, екранізація однойменного роману 2004 року автора Мег Розофф. Режисер — Кевін Макдональд, сценаристи — Тоні Грісоні, Джеремі Брок і Пенелопа Скіннер. У фільмі знімалися: Сірша Ронан, Том Голланд, Джордж МакКей, Корі Джонсон і Сабріна Діккенс. Показаний 2013 року на Міжнародному кінофестивалі у Торонто.

## Сюжет
15-річна Дейзі (Сірша Ронан), стервозна, але вольова американська дівчинка-підліток, приїжджає на літо до Англії до своєї тітки Пенн і кузенам — Едмонду (Джордж МакКей), Айзеку (Том Голланд) і Пайпер (Гарлі Берд). Спершу Дейзі неохоче контактує з ними, але з часом вона закохується в свого старшого кузена Едмонда.
Через кілька днів після її приїзду, тітка відлітає до Женеви для участі в конференції щодо загострення політичної ситуації в світі і загрози Третьої світової війни. В її відсутність невідомий ворог підриває ядерну бомбу в Лондоні, убивши тисячі чоловік і викликавши радіоактивні опади. Незабаром після цього співробітник консульства США в Единбурзі приїжджає в будинок тітки Пенн і повідомляє Дейзі, що Сполучені Штати відкликають своїх громадян із Сполученого Королівства, та віддає їй зворотний квиток. Він радить її кузенам залишатися вдома і чекати евакуації. Після сексу з Едмондом Дейзі вирішує, що б не трапилося, залишитися з ним, спалює свій квиток.
Але наступного дня до них вривається британська армія, яка змушує евакуюватися. Едмонда й Айзека призивають до армії, Дейзі і Пайпер відвозять на громадські роботи.

## Ролі
- Сірша Ронан — Елізабет (сама називає себе Дейзі)
- Том Голланд — Айзек
- Анна Чанселлор — тітка Пенн
- Джордж МакКей — Едмонд
- Корі Джонсон — консульський чиновник
- Сабріна Діккенс — подруга партизана
- Наташа Джонас — Наташа
- Софі Елліс — дівчина з ферми
- Гарлі Берд — Пайпер
- Бойд Роджерс — солдат

## Виробництво

### Екранізація
Знімання почали в червні 2012 року на основі декількох нагород роману «Як я тепер живу». Знімання відбувалося в Англії та Уельсі.

### Реліз
25 липня 2013 року Magnolia Pictures придбала права для розповсюдження картини на території США. Фільм вийшов 4 жовтня в Сполученому Королівстві та встановлений для випуску 28 листопада в Австралії.

## Критика
Рейтинг фільму на сайті IMDb — 6,5/10.

## Цікаві факти
- Фільм знятий за мотивами роману Мег Рософф «Як я тепер живу» (How I Live Now, 2004).
- Перш ніж Джордж Маккей отримав роль Едмонда, на його місце встигли спробуватися лише близько десяти осіб, кожен з яких прослуховувався в парі з Сіршою Ронан.
- Для своєї ролі Сірша Ронан не фарбувала волосся. Вона носила перуку.
- Режисер Кевін Макдональд спочатку збирався набрати для фільму маловідомих акторів і на роль Дейзі шукав 16-річну американську дівчину. Але у результаті роль дісталася 19-річній ірландці Сірші Ронан, яка на прослуховуванні так прочитала сцену, яка їй дісталася, що вся комісія плакала.
- Людина, в яку стріляє Дейзі (Сірша Ронан), є реальним батьком актриси Полом Ронаном.

## Нагороди та номінації
| Премія                                  | Номінація                                | Номінанти     |
| --------------------------------------- | ---------------------------------------- | ------------- |
| Премія Лондонського гуртка кінокритиків | Найкращий молодий британський виконавець | Сірша Ронан   |
| Премія Лондонського гуртка кінокритиків | Найкращий молодий британський виконавець | Джордж МакКей |
| BIFA                                    | Найкраща жіноча роль                     | Сірша Ронан   |